# Арі Моура
Арі Мо́ура Віейра Фільйо (порт.-браз. Ari Moura Vieira Filho; нар. 31 липня 1996, Куараї, Ріу-Гранді-ду-Сул, Бразилія) — бразильський футболіст, фланговий півзахисник українського клубу «Металіст 1925».

## Життєпис
Футболом розпочав займатися 2012 року в «Росаріу». Дорослу футбольну кар'єру розпочав 2016 року у «Веранополісі». У 2017 році перейшов у «Сан-Луїш». 17 лютого 2019 року відзначився своїм першим голом у кар'єрі, в переможному (2:1) матчі проти «Атлетіко Тобарао». У футболці «Сан-Луїша» виграв Серію B Ліги Гаушу. У тому ж році перейшов до «Марсіліо Діаша», який виступав у другому дивізіоні чемпіонату штату. У 2018 році перебрався в «Толедо», а потім підписав контракт з «Метрополітано», з яким виграв Серію B Ліги Катаріненсе.
Завдяки вдалій грі в «Метрополітано» у квітні 2019 року відправився в оренду до «Конфіанси», яка виступала в третьому дивізіоні чемпіонату Бразилії. У січні 2020 року його відправили в оренду до «Бразіл де Пелотас», який виступав у Серії B.
У січні 2020 року відданий в оренду «Шапекоенсе» для виступів у Серії B. У червні 2020 року «Шапекоенсе» підтвердив відхід Арі Моури з клубу, якого знову віддали в оренду «Конфіанси» для виступів у Серії В 2020 року.
У лютому 2021 року нападника віддали в оренду «Пайсанду». Після того, як його помітили на вечірці під час пандемії COVID-19, клуб домовився з нападником угоду про розірвання контракту.
21 червня 2021 року відданий в оренду представнику вищого дивізіону чемпіонату Ізраїлю «Бней Сахніну». Дебютував за нову команду 3 серпня, у програному (2:3) поєдинку Кубку Тото проти «Хапоеля» (Хайфа). Відіграв повний сезон за клуб, 14 червня 2022 року був відданий в оренду до представника першого дивізіону «Секція Нес-Ціона». Відзначився першим голом за «Секцію» 22 жовтня, вийшовши на заміну в переможному (1:0) матчі проти «Хапоеля».
На початку липня 2023 року відправився на перегляд до «Металіста 1925», за результатами якого клуб оформив 1-річну орендну угоду з правом викупу.

## Стиль гри
Грає переважно на флангах, здебільшого на правому фланзі. За потреби може закрити позицію центрального півзахисника.

## Досягнення

### Клубні
«Сан-Луїш»
- Серія A2 Ліги Гаушу
  -  Чемпіон (1): 2017

«Метрополітано»
- Серія B Ліги Катаріненсе
  -  Чемпіон (1): 2018

«Конфіанса»
- Ліга Сержіпану
  -  Чемпіон (1): 2020

«Пайсанду»
- Ліга Параенсе
  -  Чемпіон (1): 2021

### Індивідуальні
«Метрополітано»
- Найкращий гравець Серії B Ліги Катаріненсе (1): 2018
- Збірна Серії B Ліги Катаріненсе (1): 2018